# Holthuisaeus
Holthuisaeus is een geslacht van kreeftachtigen uit de klasse van de Malacostraca (hogere kreeftachtigen).

## Soort
- Holthuisaeus bermudensis (Armstrong, 1940)